# هایلند پارک (ایلینوی)
هایلند پارک، ایلینوی (به انگلیسی: Highland Park, Illinois) یک شهر در ایالات متحده آمریکا با جمعیت ۲۹٬۷۶۳ نفر است که در Lake County واقع شده‌است.